# Парки
Эта статья о богинях. См. также слово «парк».

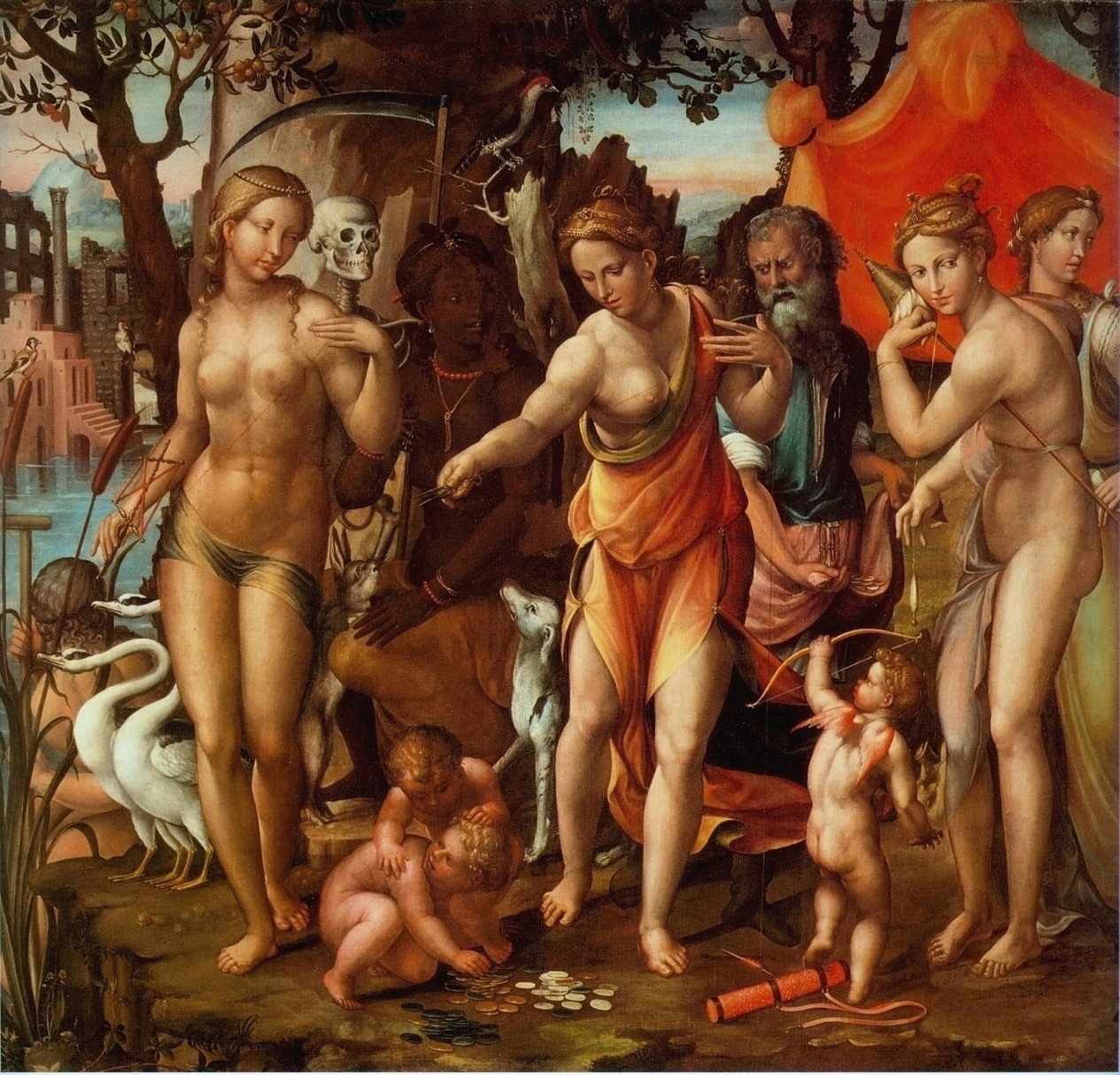
Парки. Марко Биджо. Ок. 1525. Национальная галерея старинного искусства Палаццо Барберини. Рим

Па́рки (лат. Parcae) — три богини судьбы в древнеримской мифологии. Отождествлялись также с римскими фатами.
Первоначально Парка — богиня рождения, затем — богиня, определяющая продолжительность жизни. Подобно Карменте или после отождествления с Мойрой, произошедшего под греческим влиянием, стало считаться, что парки тоже три:
- Нона (лат. Nona) — тянет пряжу, прядя нить человеческой жизни (соответствует мойре Клото),
- Децима (лат. Decima) — наматывает кудель на веретено, распределяя судьбу (соответствует мойре Лахесис),
- Морта (лат. Morta) — перерезает нить, заканчивая жизнь человека (соответствует мойре Атропос).

## Образ в литературе
Парки часто используются как художественный образ в литературе. Его, например, использовал в одном из своих стихотворений немецкий поэт Генрих Гейне, где он рисует Парок в виде трёх безобразных старух:

Три старухи, одна с другой схожи,

У дороги сидят,

И прядут, и сурово глядят…

Все такие противные рожи!

Прялка в пальцах у первой старухи.

Ей приходится нитки сучить,

Нитку каждую надо смочить —

Оттого у ней губы отвислые сухи.

Под руками второй всё быстрее, быстрее

Пляшет веретено —

Как-то странно смешно…

Глаза у старухи сандала краснее.

Держит ножницы третья Парка;

И зловеще мрачна,

Miserere мурлычет она…

Острый нос у неё, на носу бородавка.

О, не медли! Не мучь моего ожиданья!

Перережь поскорей

Эту нить злополучную жизни моей,

Чтоб покончились страшные эти страданья!
Оригинальный текст (нем.)Es sitzen am Kreuzweg drei Frauen,

Sie grinsen und spinnen,

Sie seufzen und sinnen;

Sie sind gar häßlich anzuschauen.

Die erste trägt den Rocken,

Sie dreht die Fäden,

Befeuchtet jeden;

Deshalb ist die Hängelippe so trocken.

Die zweite läßt tanzen die Spindel;

Das wirbelt im Kreise,

In drolliger Weise;

Die Augen der Alten sind rot wie Zindel.

Es hält die dritte Parze

In Händen die Schere,

Sie summt Miserere;

Die Nase ist spitz, drauf sitzt eine Warze.

O spute dich und zerschneide

Den Faden, den bösen,

Und laß mich genesen

Von diesem schrecklichen Lebensleide!
— Генрих Гейне, Zum Lazarus, X, «Es sitzen am Kreuzweg drei Frauen…»
(«Три старухи, одна с другой схожи…», перевод П. И. Вейнберга)